# نیروگاه هم‌جوشی لختی
نیروگاه هم‌جوشی لختی (به انگلیسی: Inertial fusion power plant) یا راکتورهای ICF نوعی رآکتور هسته‌ای در نیروگاه‌های هسته‌ای در جهان است که بجای شکافت متداول، از محصورسازی لیزری در همجوشی هسته ای استفاده می‌کنند.
تمام این راکتورها در مرحله آزمایشی قرار دارند، اما پیشرفته‌ترین نمونه ساخته شده را می‌توان در تاسیسات ملی احتراق و علوم فوتونی یافت.

## طرح‌های اصلی نیروگاه‌ها
تا کنون طرح‌های زیادی برای این نوع راکتورها ارائه گردیده. دانشگاه ویسکانسین از سال ۱۹۷۱ تا کنون ۲۴ طرح مختلف برای این نوع راکتورها را مطالعه نموده.
شاید بتوان طرح راکتور مخروطی CASCADE را از طرح‌های مورد توجه این شیوه دانست که با همکاری شرکت جنرال اتومیکس عرضه گردید.